# Chiswell
Chiswell es un pequeño pueblo pesquero en el extremo sur de Chesil Beach, en Underhill (isla de Pórtland, Dorset, Inglaterra). La pequeña bahía ubicada sobre sus costas se llama Chesil Cove.
El pueblo en sí mismo es indistinguible de Fortuneswell, el poblado más importante de la isla, debido a la cercanía entre ambos asentamientos. Sin embargo, Chiswell se yergue sobre un terreno llano cerca del nivel del mar, mientras que las calles de Fortuneswell suben y bajan entre colinas.
A lo largo de los siglos, Chiswell ha peleado contra el mar y con frecuencia, durante las tormentas de invierno, ha sufrido inundaciones que podían sobrepasar los 15 metros de altura de Chesil Beach que protegen el pueblo. Las instalaciones para contrarrestar las inundaciones construidas en los años 1980 han aliviado el problema.